# 安娜斯塔西娅·罗曼诺夫娜
安娜斯塔西婭·羅曼諾夫娜·扎哈里娜-尤里耶娃（俄語：Захарьина-Юрьева, Анастасия Романовна，1530年—1560年8月7日）是俄國皇后，沙皇伊凡四世的第一任妻子。她与伊凡四世生下从長女安娜到六子費奧多爾一世共六個孩子。1560年8月7日，安娜斯塔西婭逝世。

## 家族背景
安娜斯塔西婭是波雅尔羅曼·尤里耶維奇·扎哈林（Roman Yurievich Zakharin）与烏莉安娜·伊凡諾夫娜（Uliana Ivanovna）的第二個女兒；她的叔父是伊凡四世年幼时的监护人之一。安娜斯塔西婭有至少3个有记载的兄弟姐妹。

## 婚姻
1547年，时年16岁的伊凡四世在加冕为沙皇后准备安排婚事。依据其父瓦西里三世留下的传统，举办了大规模的皇后选纳，全俄罗斯的大量贵族都安排适龄女子参与；安娜斯塔西娅在其中脱颖而出。他們的婚禮於1547年2月3日在莫斯科聖母領報主教座堂舉行。
在婚姻中，安娜斯塔西娅皇后以自己和缓的性情，调和、控制了伊凡四世偏执易怒的性格。安娜斯塔西娅被记载为贤惠、谦和、仁慈友善、彬彬有礼，多受爱戴，伊凡对她的感情也十分深厚。英格兰使臣兼英格兰莫斯科公司代理人杰罗姆·霍西曾这样描述：“他（伊凡四世）年轻而又脾气暴躁，她（安娜斯塔西娅）则以令人钦佩的亲和力与智慧统治着他。”两人共育有6个孩子，其中大多数在幼年时夭折。

## 死亡
1559年，安娜斯塔西娅皇后病重。她身体状况的恶化可能是由于多次的生育或疾病。1560年8月27日，安娜斯塔西娅在科罗缅斯克逝世。
在她死後，伊凡四世遭受嚴重的情緒崩潰，並且性情为之大变，變得尤为多疑、横暴、荒淫、残酷无情。安娜斯塔西娅死后，伊凡又多次结婚，且与诸多女性有染，但仍时常念及发妻。皇后死后，儘管他沒有證據，伊凡四世一直怀疑她是被毒杀身亡，加之其与臣僚之间旧有的矛盾，一大批人以参与毒害皇后的罪名被问罪，许多大臣和波雅尔贵族遭遇贬斥、流放，或是遭受酷刑乃至处决。例如，伊凡四世早年倚仗的西尔维斯特和阿列克谢·阿达舍夫（即所谓“重臣会议”）均被怀疑参与阴谋，而被流放。
现代对安娜斯塔西娅皇后遗骨及毛发的考古法医学检测证明，其体内的汞含量严重超标，因此极有可能是死于急性汞中毒。然而，汞或含汞物质经常被用作药物，且其他同时期俄国皇室成员的遗骸也大量呈现汞含量严重超标，因此无法肯定安娜斯塔西娅是死于蓄意毒杀，仍有可能是在治疗中因有毒药物使用过量而死亡。

## 子嗣
伊凡四世与安娜斯塔西娅共育有三子三女，其中长大成年者仅有两个儿子。
1. 安娜·伊萬諾夫娜（1549年8月10日 - 1550年7月20日），早夭。
2. 瑪麗亞·伊万諾夫娜（1551年3月17日—1552年12月8日），早夭。
3. 德米特里·伊萬諾維奇（1552年10月11日 - 1553年6月4日）。诞生后被立为继承人；早夭。
4. 伊凡·伊萬諾維奇（1554年3月28日 - 1581年11月19日）。诞生后被立为继承人；为伊凡四世所杀（或曰病死）。
5. 叶夫多基娅·伊萬諾夫娜（1556年2月26日 - 1558年），早夭。
6. 費奧多爾一世（1557年5月11日 - 1598年1月7日）。伊凡四世死后继位。